# Європа (острів)
Ця стаття про острів. Інші значення див. Європа (значення)
Острів Європа або Острів Евро́па(фр. Île Europa) — кораловий острів в Мозамбіцькій протоці, між південним Мадагаскаром і південним Мозамбіком, який належить Франції.

## Історія
Острів отримав ім'я від британського корабля «Європа», який відвідав його в 1774 році. Франція володіє ним з 1897 року, але претензії на острів також висуває Мадагаскар на підставі того, що острів був адміністративно відокремлений від французької колонії Мадагаскар безпосередньо перед проголошенням незалежності. Руїни і могили на острові свідчать про невдалі спроби його заселення в 1860-х і 1920-х роках.

## Географія
Острів входить до складу Розсіяних островів в Індійському океані, територіально-адміністративного утворення, яке об'єднує ненаселені французькі острови довкола Мадагаскару.
Географічні координати 22°20′ пд. ш. 40°22′ сх. д., площа 28 км². Берегова лінія острова становить 22,2 км, але бухти чи гавані немає, є тільки якірні стоянки поблизу берега. З усіх сторін острів оточується кораловими пляжами і береговим рифом, який відокремлює від океану мілководну лагуну площею 9 км². Лагуна і її береги покриті мангровою рослинністю. Окрім мангрів на острові існують ділянки сухого лісу, чагарників, заростей деревоподібного молочаю, солончакових пусток, а також залишки колишніх плантацій сизалю. Подекуди ростуть нечисленні кокосові пальми.
Європа оголошена природним заповідником. На острові гніздяться морські птахи, зокрема крачки та олуши. Острів є одним з найважливіших місць розмноження зелених морських черепах (Chelonia mydas), які відкладають яйця на його пляжах. Тут також живуть кілька сотень африканських кіз, які були завезені до острова в XVIII ст.
Ексклюзивна економічна зона острова, спільна з зоною довкола острова Басас-да-Індія, розташованого неподалік на північному заході, становить 127300 км². На острові є аеродром з довжиною смуги 1500 м і автоматична метеорологічна станція. На острові розквартирований підрозділ французьких військових з Реюньйону, його часто відвідують науковці.

### Клімат
Острів знаходиться у зоні, котра характеризується посушливим кліматом. Найтепліший місяць — січень із середньою температурою 28.3 °C (83 °F). Найхолодніший місяць — липень, із середньою температурою 22.2 °С (72 °F).
| Клімат Європи           | Клімат Європи | Клімат Європи | Клімат Європи | Клімат Європи | Клімат Європи | Клімат Європи | Клімат Європи | Клімат Європи | Клімат Європи | Клімат Європи | Клімат Європи | Клімат Європи | Клімат Європи |
| Показник                | Січ.          | Лют.          | Бер.          | Квіт.         | Трав.         | Черв.         | Лип.          | Серп.         | Вер.          | Жовт.         | Лист.         | Груд.         | Рік           |
| Абсолютний максимум, °C | 35            | 33            | 35            | 32            | 35            | 28            | 30            | 29            | 32            | 32            | 33            | 32            | 35            |
| Середній максимум, °C   | 30            | 30            | 30            | 28            | 26            | 25            | 24            | 25            | 25            | 26            | 28            | 28            | 27            |
| Середня температура, °C | 28            | 28            | 27            | 26            | 24            | 22            | 22            | 22            | 23            | 24            | 26            | 27            | 25            |
| Середній мінімум, °C    | 25            | 25            | 25            | 23            | 22            | 20            | 19            | 20            | 20            | 22            | 23            | 24            | 22            |
| Абсолютний мінімум, °C  | 18            | 21            | 20            | 16            | 17            | 15            | 15            | 12            | 12            | 15            | 12            | 15            | 12            |
| Норма опадів, мм        | 125           | 93            | 68            | 21            | 25            | 16            | 11            | 5             | 9             | 6             | 29            | 103           | 510           |
| Днів з опадами          | 7             | 9             | 6             | 4             | 4             | 4             | 3             | 2             | 2             | 2             | 3             | 6             | 52            |
| Днів з дощем            | 7             | 9             | 6             | 4             | 4             | 4             | 3             | 2             | 2             | 2             | 3             | 6             | 52            |
| ----------------------- | ------------- | ------------- | ------------- | ------------- | ------------- | ------------- | ------------- | ------------- | ------------- | ------------- | ------------- | ------------- | ------------- |
| Джерело: Weatherbase    |               |               |               |               |               |               |               |               |               |               |               |               |               |